# كريس وليامز (لاعب كريكت)
كريس وليامز (17 مارس 1983 في المملكة المتحدة - ) (بالإنجليزية: Chris Williams)‏ هو لاعب كريكت بريطاني. لعب مع Essex Cricket Board ‏ وEssex Cricket Board ‏.

## وصلات خارجية
- كريس وليامز على موقع إي آس بي آن كريك إنفو (الإنجليزية)